# Франсоа Греми
Франсоа Греми (фр. Francois Grémy; 1929 — 22. јул 2014) био је међународно признат француски информатичар, физичар, математичар, статистичар и лекар заслужан за развој медицинске информатике и здравства, који је у Францвуској значајно утицао на доносиоце одлука у здравственом ситему својим политичким ангажманом у превенцији, социјалној једнакости, солидарности, а против сваког клиничког облика расизма. Године 1996. постао је заједфно са са Јаном Бемелом, једним од прва два Европљана који су били примљени у чланство Америчког колеџа медицинске информатике.

## Живот и каријера
Греми је имао „двоструку биографију” — у домену информационих наука завршио је три магистаријума из физике (1948), математика (1948) и статистиктике (1961), а као лекар, 1953. године у Паризу едуковао се за специјалисту у неурофизиологији. Године 1958. године, у својој 29 години, био је именован за професора биофизике на Медицинском факултету у Туру, а две године касније (1960) именован је за професор биофизике у Медицинској школи у Паризу.
Између 1966. и 1971. године, објавио је пет свеобухватних уџбеника из три научне области, у којима су његова знања из различитих области науке, међусобно допринели развоју: биофизике, биоматематике и биостатистике.
Накош то је препознао кључну улогу информационих наука у медицини, започео је свој истраживачки рад у Медицинској школи у Паризу (Pitié-Salpêtrière School of Medicine) 1966. године као наставник преддмету Примена рачунарских техника у медицини.
Под називом Методологија информатике и статистике у медицини, креирао је рачунарску јединица за своје блиске сараднике, како би се сви заједно успешније бавили развојем клиничке информатике у: клиничким истраживањима, епидемиологији, здравственој информатици, статистици и системима за подршку у одлучивању. Као признање за овај допринос науцу био је именован 1970. године за професора биостатистике и медицинске информатике у Медицинској школи Pitié-Salpêtrière School of Medicine у Паризу.
Франсоа је 1967. госине основао у оквиру Међународне федерације за обраду информација (International Federation for Information Processing (IFIP)) „Технички комитет 4” (Technical Committee 4 (TC4)) за медицинску информатику. На првом састанаку комитета TC4 одржаном у Паризу, априла 1968. године (у присисуству представника десетак народа), Франсо Греми изабран је за председника. Током свог председавања (1967—1973), покренуо је у оквиру комитета TC4 неколико радних група које су промовисале многа нова подпоља у овој новој дисциплини.
Године 1973. преговарао је током припреме ИФИП састанка у Стокхолму за стварање одвојених информатичких структура посвећених здравственој области. Резултат је био први МЕДИНФО 74 одржан у Стокхолму, када је истовремено и (на истој локацији), одржан и састанак „Посебне интересне групе” , скраћено IFIP-а (од 5. до 10. август 1973).
Франсоа је био и председавајући Програмског одбора МЕДИНФО 74, када је Међународна асоцијација медицинску информатику (IMIA) основана као Посебна интересна група (Special Interest Group (IFIP)).
Године 1984. године именован је за професора биостатистике и медицинске информатике на Универзитету Монтпиер на коме је руководио Одељењем за медицинску информатику Универзитетске болнице Lapeyronie.
Свој први свеобухватан уџбеник из медицинске информатике објавио је 1987. године. У њему је у предговору приручника под називом „Медицинска информатика” дефинисао спектар проблема којима се бави медицинска информатика, и њихов значај за разматрања у овој области. У њему је изнео закључак „да су технички аспекти информатике, колико год били фасцинантни, секундарни у односу на интелектуални изазов што га она ставља пред медицину”, и надаље закључио, „да тај изазов долази и од других наука: биостатистике, епидемиологије, теорије одлучивања, анализе система, лингвистике. Тако је и Греми дошао до закључка — да је медицинска информатика интердисциплинарна струка, коју заједно са наведеним наукама, треба објединити са информацијским нукама”.
У наредним деценијама своја истраживања Греми је фокусирао на област информационих система у здравству, процени технологије медицинске информатике и на крају се бавио и проблемима у јавном здрављу. Године 1990. именован је за професор на предмету јавно здравље на Медицинском факултету у Монтпелијеру.
Као члан Француског националног комитета за јавно здравље, доста се ангажовао на превенцији — пушења дувана, зависности од алкохола и друштвеној интеграцији пацијената са аутизмом.